# Tour de Noruega 2019
La 9.ª edición del Tour de Noruega (oficialmente: Tour of Norway) se celebró entre el 28 de mayo al 2 de junio de 2019 con inicio en la ciudad de Stavanger y final en la ciudad de Hønefoss en Noruega. El recorrido consta de un total de 6 etapas sobre una distancia total de 1081,3 km.
La prueba hizo parte del UCI Europe Tour 2019 dentro de la categoría 2.HC (máxima categoría de estos circuitos) y fue ganada por el ciclista noruego Alexander Kristoff del equipo UAE Emirates. El podio lo completaron los también noruegos Kristoffer Halvorsen del equipo INEOS y Edvald Boasson Hagen del equipo Dimension Data.

## Equipos participantes
Tomaron parte en la carrera 21 equipos: 11 de categoría UCI WorldTeam; 7 de categoría Profesional Continental; y 3 de categoría Continental, formando así un pelotón de 124 ciclistas de los que acabaron 88. Los equipos participantes fueron:
| WorldTeams (11)- Dimension Data - Team Jumbo-Visma - Team Sunweb - Ineos - Trek-Segafredo - Lotto Soudal - Mitchelton-Scott - Deceuninck-Quick Step - EF Education First - UAE Team Emirates - Astana Equipos continentales profesionales (7)- Roompot-Charles - Caja Rural-Seguros RGA - Sport Vlaanderen-Baloise - Israel Cycling Academy - Riwal Readynez - Delko-Marseille Provence - Arkéa-Samsic Equipos continentales (3)- Coop - Uno-X Norwegian Development - Joker Fuel of Norway |
| |

## Recorrido
El Tour de Noruega dispuso de cinco etapas para un recorrido total de 902,4 km.
| Etapa     | Fecha     | Recorrido              | type            | Distancia (km) | Ganador              | Líder                |
| --------- | --------- | ---------------------- | --------------- | -------------- | -------------------- | -------------------- |
| 1.ª etapa | 28 de may | Stavanger – Egersund   | etapa llana     | 168,2          | Cees Bol             | Cees Bol             |
| 2.ª etapa | 29 de may | Liknes – Mandal        | etapa llana     | 174            | Álvaro Hodeg         | Cees Bol             |
| 3.ª etapa | 30 de may | Lyngdal – Kristiansand | etapa escarpada | 180            | Edvald Boasson Hagen | Edvald Boasson Hagen |
| 4.ª etapa | 31 de may | Arendal – Sandefjord   | etapa llana     | 224            | Edoardo Affini       | Edvald Boasson Hagen |
| 5.ª etapa | 1 de jun  | Skien – Drammen        | etapa escarpada | 159,7          | Alexander Kristoff   | Alexander Kristoff   |
| 6.ª etapa | 2 de jun  | Gran – Hønefoss        | etapa escarpada | 175,4          | Kristoffer Halvorsen | Alexander Kristoff   |

## Desarrollo de la carrera

### 1.ª etapa
| Stavanger - Egersund | etapa llana | (168,2 km) |

| \| Clasificación de la etapa \| Clasificación de la etapa \| Clasificación de la etapa \| Clasificación de la etapa \| Clasificación de la etapa \| \| Ciclista \| Ciclista \| Equipo \| Tiempo \| \| \| ------------------------- \| ------------------------- \| ------------------------- \| ------------------------- \| ------------------------- \| \| 1.º \| Cees Bol \| Team Sunweb \| 3 h 55 min 12 s \| \| \| 2.º \| Eduard-Michael Grosu \| Delko Marseille Provence \| + 0 s \| \| \| 3.º \| Alexander Kristoff \| UAE Team Emirates \| + 0 s \| \| \| 4.º \| Lawrence Naesen \| Lotto-Soudal \| + 0 s \| \| \| 5.º \| Kristoffer Halvorsen \| Team Ineos \| + 0 s \| \| \| 6.º \| Moreno Hofland \| EF Education First \| + 0 s \| \| \| 7.º \| Trond Trondsen \| Team Coop \| + 0 s \| \| \| 8.º \| Tom Van Asbroeck \| Israel Cycling Academy \| + 0 s \| \| \| 9.º \| Matteo Malucelli \| Caja Rural-Seguros RGA \| + 0 s \| \| \| 10.º \| Tim Wellens \| Lotto-Soudal \| + 0 s \| \| |                      |                          |                 |
| |                      |                          |                 |
| Fuente: ProCyclingStats |                      |                          |                 |
| Clasificación de la etapa |                      |                          |                 |
| Ciclista | Ciclista             | Equipo                   | Tiempo          |
| 1.º | Cees Bol             | Team Sunweb              | 3 h 55 min 12 s |
| 2.º | Eduard-Michael Grosu | Delko Marseille Provence | + 0 s           |
| 3.º | Alexander Kristoff   | UAE Team Emirates        | + 0 s           |
| 4.º | Lawrence Naesen      | Lotto-Soudal             | + 0 s           |
| 5.º | Kristoffer Halvorsen | Team Ineos               | + 0 s           |
| 6.º | Moreno Hofland       | EF Education First       | + 0 s           |
| 7.º | Trond Trondsen       | Team Coop                | + 0 s           |
| 8.º | Tom Van Asbroeck     | Israel Cycling Academy   | + 0 s           |
| 9.º | Matteo Malucelli     | Caja Rural-Seguros RGA   | + 0 s           |
| 10.º | Tim Wellens          | Lotto-Soudal             | + 0 s           |

| \| Clasificación general \| Clasificación general \| Clasificación general \| Clasificación general \| Clasificación general \| \| Ciclista \| Ciclista \| Equipo \| Tiempo \| \| \| --------------------- \| --------------------- \| ------------------------ \| --------------------- \| --------------------- \| \| 1.º \| Cees Bol \| Team Sunweb \| 3 h 55 min 02 s \| \| \| 2.º \| Eduard-Michael Grosu \| Delko Marseille Provence \| + 4 s \| \| \| 3.º \| Alexander Kristoff \| UAE Team Emirates \| + 6 s \| \| \| 4.º \| Jacob Eriksson \| Team Coop \| + 9 s \| \| \| 5.º \| Lawrence Naesen \| Lotto-Soudal \| + 10 s \| \| \| 6.º \| Kristoffer Halvorsen \| Team Ineos \| + 10 s \| \| \| 7.º \| Moreno Hofland \| EF Education First \| + 10 s \| \| \| 8.º \| Trond Trondsen \| Team Coop \| + 10 s \| \| \| 9.º \| Tom Van Asbroeck \| Israel Cycling Academy \| + 10 s \| \| \| 10.º \| Matteo Malucelli \| Caja Rural-Seguros RGA \| + 10 s \| \| |                      |                          |                 |
| |                      |                          |                 |
| Fuente: ProCyclingStats |                      |                          |                 |
| Clasificación general |                      |                          |                 |
| Ciclista | Ciclista             | Equipo                   | Tiempo          |
| 1.º | Cees Bol             | Team Sunweb              | 3 h 55 min 02 s |
| 2.º | Eduard-Michael Grosu | Delko Marseille Provence | + 4 s           |
| 3.º | Alexander Kristoff   | UAE Team Emirates        | + 6 s           |
| 4.º | Jacob Eriksson       | Team Coop                | + 9 s           |
| 5.º | Lawrence Naesen      | Lotto-Soudal             | + 10 s          |
| 6.º | Kristoffer Halvorsen | Team Ineos               | + 10 s          |
| 7.º | Moreno Hofland       | EF Education First       | + 10 s          |
| 8.º | Trond Trondsen       | Team Coop                | + 10 s          |
| 9.º | Tom Van Asbroeck     | Israel Cycling Academy   | + 10 s          |
| 10.º | Matteo Malucelli     | Caja Rural-Seguros RGA   | + 10 s          |

### 2.ª etapa
| Liknes - Mandal | etapa llana | (174 km) |

| \| Clasificación de la etapa \| Clasificación de la etapa \| Clasificación de la etapa \| Clasificación de la etapa \| Clasificación de la etapa \| \| Ciclista \| Ciclista \| Equipo \| Tiempo \| \| \| ------------------------- \| ------------------------- \| ------------------------- \| ------------------------- \| ------------------------- \| \| 1.º \| Álvaro Hodeg \| Deceuninck-Quick Step \| 4 h 09 min 18 s \| \| \| 2.º \| Kristoffer Halvorsen \| Team Ineos \| + 0 s \| \| \| 3.º \| Edvald Boasson Hagen \| Dimension Data \| + 0 s \| \| \| 4.º \| Alexander Kristoff \| UAE Team Emirates \| + 0 s \| \| \| 5.º \| Alex Kirsch \| Trek-Segafredo \| + 0 s \| \| \| 6.º \| Eduard-Michael Grosu \| Delko Marseille Provence \| + 0 s \| \| \| 7.º \| Tom Van Asbroeck \| Israel Cycling Academy \| + 0 s \| \| \| 8.º \| Cees Bol \| Team Sunweb \| + 0 s \| \| \| 9.º \| Luka Mezgec \| Mitchelton-Scott \| + 0 s \| \| \| 10.º \| Boy van Poppel \| Roompot-Charles \| + 0 s \| \| |                      |                          |                 |
| |                      |                          |                 |
| Fuente: ProCyclingStats |                      |                          |                 |
| Clasificación de la etapa |                      |                          |                 |
| Ciclista | Ciclista             | Equipo                   | Tiempo          |
| 1.º | Álvaro Hodeg         | Deceuninck-Quick Step    | 4 h 09 min 18 s |
| 2.º | Kristoffer Halvorsen | Team Ineos               | + 0 s           |
| 3.º | Edvald Boasson Hagen | Dimension Data           | + 0 s           |
| 4.º | Alexander Kristoff   | UAE Team Emirates        | + 0 s           |
| 5.º | Alex Kirsch          | Trek-Segafredo           | + 0 s           |
| 6.º | Eduard-Michael Grosu | Delko Marseille Provence | + 0 s           |
| 7.º | Tom Van Asbroeck     | Israel Cycling Academy   | + 0 s           |
| 8.º | Cees Bol             | Team Sunweb              | + 0 s           |
| 9.º | Luka Mezgec          | Mitchelton-Scott         | + 0 s           |
| 10.º | Boy van Poppel       | Roompot-Charles          | + 0 s           |

| \| Clasificación general \| Clasificación general \| Clasificación general \| Clasificación general \| Clasificación general \| \| Ciclista \| Ciclista \| Equipo \| Tiempo \| \| \| --------------------- \| --------------------- \| --------------------------- \| --------------------- \| --------------------- \| \| 1.º \| Cees Bol \| Team Sunweb \| 8 h 04 min 20 s \| \| \| 2.º \| Álvaro Hodeg \| Deceuninck-Quick Step \| + 0 s \| \| \| 3.º \| Kristoffer Halvorsen \| Team Ineos \| + 4 s \| \| \| 4.º \| Eduard-Michael Grosu \| Delko Marseille Provence \| + 4 s \| \| \| 5.º \| Franck Bonnamour \| Arkéa-Samsic \| + 5 s \| \| \| 6.º \| Alexander Kristoff \| UAE Team Emirates \| + 6 s \| \| \| 7.º \| Edvald Boasson Hagen \| Dimension Data \| + 6 s \| \| \| 8.º \| Taco van der Hoorn \| Team Jumbo-Visma \| + 7 s \| \| \| 9.º \| Markus Hoelgaard \| Uno-X Norwegian Development \| + 7 s \| \| \| 10.º \| Omer Goldstein \| Israel Cycling Academy \| + 9 s \| \| |                      |                             |                 |
| |                      |                             |                 |
| Fuente: ProCyclingStats |                      |                             |                 |
| Clasificación general |                      |                             |                 |
| Ciclista | Ciclista             | Equipo                      | Tiempo          |
| 1.º | Cees Bol             | Team Sunweb                 | 8 h 04 min 20 s |
| 2.º | Álvaro Hodeg         | Deceuninck-Quick Step       | + 0 s           |
| 3.º | Kristoffer Halvorsen | Team Ineos                  | + 4 s           |
| 4.º | Eduard-Michael Grosu | Delko Marseille Provence    | + 4 s           |
| 5.º | Franck Bonnamour     | Arkéa-Samsic                | + 5 s           |
| 6.º | Alexander Kristoff   | UAE Team Emirates           | + 6 s           |
| 7.º | Edvald Boasson Hagen | Dimension Data              | + 6 s           |
| 8.º | Taco van der Hoorn   | Team Jumbo-Visma            | + 7 s           |
| 9.º | Markus Hoelgaard     | Uno-X Norwegian Development | + 7 s           |
| 10.º | Omer Goldstein       | Israel Cycling Academy      | + 9 s           |

### 3.ª etapa
| Lyngdal - Kristiansand | etapa escarpada | (180 km) |

| \| Clasificación de la etapa \| Clasificación de la etapa \| Clasificación de la etapa \| Clasificación de la etapa \| Clasificación de la etapa \| \| Ciclista \| Ciclista \| Equipo \| Tiempo \| \| \| ------------------------- \| ------------------------- \| ------------------------- \| ------------------------- \| ------------------------- \| \| 1.º \| Edvald Boasson Hagen \| Dimension Data \| 4 h 25 min 47 s \| \| \| 2.º \| Joris Nieuwenhuis \| Team Sunweb \| + 2 s \| \| \| 3.º \| Alexander Kristoff \| UAE Team Emirates \| + 3 s \| \| \| 4.º \| Cees Bol \| Team Sunweb \| + 3 s \| \| \| 5.º \| Alex Kirsch \| Trek-Segafredo \| + 3 s \| \| \| 6.º \| Davide Martinelli \| Deceuninck-Quick Step \| + 3 s \| \| \| 7.º \| Luka Mezgec \| Mitchelton-Scott \| + 3 s \| \| \| 8.º \| Tom Van Asbroeck \| Israel Cycling Academy \| + 3 s \| \| \| 9.º \| Kristoffer Halvorsen \| Team Ineos \| + 3 s \| \| \| 10.º \| Marc Hirschi \| Team Sunweb \| + 3 s \| \| |                      |                        |                 |
| |                      |                        |                 |
| Fuente: ProCyclingStats |                      |                        |                 |
| Clasificación de la etapa |                      |                        |                 |
| Ciclista | Ciclista             | Equipo                 | Tiempo          |
| 1.º | Edvald Boasson Hagen | Dimension Data         | 4 h 25 min 47 s |
| 2.º | Joris Nieuwenhuis    | Team Sunweb            | + 2 s           |
| 3.º | Alexander Kristoff   | UAE Team Emirates      | + 3 s           |
| 4.º | Cees Bol             | Team Sunweb            | + 3 s           |
| 5.º | Alex Kirsch          | Trek-Segafredo         | + 3 s           |
| 6.º | Davide Martinelli    | Deceuninck-Quick Step  | + 3 s           |
| 7.º | Luka Mezgec          | Mitchelton-Scott       | + 3 s           |
| 8.º | Tom Van Asbroeck     | Israel Cycling Academy | + 3 s           |
| 9.º | Kristoffer Halvorsen | Team Ineos             | + 3 s           |
| 10.º | Marc Hirschi         | Team Sunweb            | + 3 s           |

| \| Clasificación general \| Clasificación general \| Clasificación general \| Clasificación general \| Clasificación general \| \| Ciclista \| Ciclista \| Equipo \| Tiempo \| \| \| --------------------- \| --------------------- \| --------------------------- \| --------------------- \| --------------------- \| \| 1.º \| Edvald Boasson Hagen \| Dimension Data \| 12 h 30 min 03 s \| \| \| 2.º \| Cees Bol \| Team Sunweb \| + 7 s \| \| \| 3.º \| Alexander Kristoff \| UAE Team Emirates \| + 9 s \| \| \| 4.º \| Joris Nieuwenhuis \| Team Sunweb \| + 10 s \| \| \| 5.º \| Kristoffer Halvorsen \| Team Ineos \| + 11 s \| \| \| 6.º \| Franck Bonnamour \| Arkéa-Samsic \| + 12 s \| \| \| 7.º \| Taco van der Hoorn \| Team Jumbo-Visma \| + 14 s \| \| \| 8.º \| Markus Hoelgaard \| Uno-X Norwegian Development \| + 14 s \| \| \| 9.º \| Omer Goldstein \| Israel Cycling Academy \| + 16 s \| \| \| 10.º \| Jacob Eriksson \| Team Coop \| + 16 s \| \| |                      |                             |                  |
| |                      |                             |                  |
| Fuente: ProCyclingStats |                      |                             |                  |
| Clasificación general |                      |                             |                  |
| Ciclista | Ciclista             | Equipo                      | Tiempo           |
| 1.º | Edvald Boasson Hagen | Dimension Data              | 12 h 30 min 03 s |
| 2.º | Cees Bol             | Team Sunweb                 | + 7 s            |
| 3.º | Alexander Kristoff   | UAE Team Emirates           | + 9 s            |
| 4.º | Joris Nieuwenhuis    | Team Sunweb                 | + 10 s           |
| 5.º | Kristoffer Halvorsen | Team Ineos                  | + 11 s           |
| 6.º | Franck Bonnamour     | Arkéa-Samsic                | + 12 s           |
| 7.º | Taco van der Hoorn   | Team Jumbo-Visma            | + 14 s           |
| 8.º | Markus Hoelgaard     | Uno-X Norwegian Development | + 14 s           |
| 9.º | Omer Goldstein       | Israel Cycling Academy      | + 16 s           |
| 10.º | Jacob Eriksson       | Team Coop                   | + 16 s           |

### 4.ª etapa
| Arendal - Sandefjord | etapa llana | (224 km) |

| \| Clasificación de la etapa \| Clasificación de la etapa \| Clasificación de la etapa \| Clasificación de la etapa \| Clasificación de la etapa \| \| Ciclista \| Ciclista \| Equipo \| Tiempo \| \| \| ------------------------- \| ------------------------- \| --------------------------- \| ------------------------- \| ------------------------- \| \| 1.º \| Edoardo Affini \| Mitchelton-Scott \| 5 h 07 min 30 s \| \| \| 2.º \| Anders Skaarseth \| Uno-X Norwegian Development \| + 0 s \| \| \| 3.º \| Sander Armée \| Lotto-Soudal \| + 0 s \| \| \| 4.º \| Rasmus Quaade \| Riwal Readynez \| + 0 s \| \| \| 5.º \| Daniel Turek \| Israel Cycling Academy \| + 0 s \| \| \| 6.º \| Alexander Kristoff \| UAE Team Emirates \| + 7 s \| \| \| 7.º \| Yves Lampaert \| Deceuninck-Quick Step \| + 7 s \| \| \| 8.º \| Tom Van Asbroeck \| Israel Cycling Academy \| + 7 s \| \| \| 9.º \| Benjamin Swift \| Team Ineos \| + 7 s \| \| \| 10.º \| Eduard-Michael Grosu \| Delko Marseille Provence \| + 7 s \| \| |                      |                             |                 |
| |                      |                             |                 |
| Fuente: ProCyclingStats |                      |                             |                 |
| Clasificación de la etapa |                      |                             |                 |
| Ciclista | Ciclista             | Equipo                      | Tiempo          |
| 1.º | Edoardo Affini       | Mitchelton-Scott            | 5 h 07 min 30 s |
| 2.º | Anders Skaarseth     | Uno-X Norwegian Development | + 0 s           |
| 3.º | Sander Armée         | Lotto-Soudal                | + 0 s           |
| 4.º | Rasmus Quaade        | Riwal Readynez              | + 0 s           |
| 5.º | Daniel Turek         | Israel Cycling Academy      | + 0 s           |
| 6.º | Alexander Kristoff   | UAE Team Emirates           | + 7 s           |
| 7.º | Yves Lampaert        | Deceuninck-Quick Step       | + 7 s           |
| 8.º | Tom Van Asbroeck     | Israel Cycling Academy      | + 7 s           |
| 9.º | Benjamin Swift       | Team Ineos                  | + 7 s           |
| 10.º | Eduard-Michael Grosu | Delko Marseille Provence    | + 7 s           |

| \| Clasificación general \| Clasificación general \| Clasificación general \| Clasificación general \| Clasificación general \| \| Ciclista \| Ciclista \| Equipo \| Tiempo \| \| \| --------------------- \| --------------------- \| --------------------------- \| --------------------- \| --------------------- \| \| 1.º \| Edvald Boasson Hagen \| Dimension Data \| 17 h 37 min 40 s \| \| \| 2.º \| Edoardo Affini \| Mitchelton-Scott \| + 0 s \| \| \| 3.º \| Cees Bol \| Team Sunweb \| + 7 s \| \| \| 4.º \| Alexander Kristoff \| UAE Team Emirates \| + 8 s \| \| \| 5.º \| Anders Skaarseth \| Uno-X Norwegian Development \| + 9 s \| \| \| 6.º \| Joris Nieuwenhuis \| Team Sunweb \| + 10 s \| \| \| 7.º \| Daniel Turek \| Israel Cycling Academy \| + 10 s \| \| \| 8.º \| Sander Armée \| Lotto-Soudal \| + 10 s \| \| \| 9.º \| Kristoffer Halvorsen \| Team Ineos \| + 11 s \| \| \| 10.º \| Franck Bonnamour \| Arkéa-Samsic \| + 12 s \| \| |                      |                             |                  |
| |                      |                             |                  |
| Fuente: ProCyclingStats |                      |                             |                  |
| Clasificación general |                      |                             |                  |
| Ciclista | Ciclista             | Equipo                      | Tiempo           |
| 1.º | Edvald Boasson Hagen | Dimension Data              | 17 h 37 min 40 s |
| 2.º | Edoardo Affini       | Mitchelton-Scott            | + 0 s            |
| 3.º | Cees Bol             | Team Sunweb                 | + 7 s            |
| 4.º | Alexander Kristoff   | UAE Team Emirates           | + 8 s            |
| 5.º | Anders Skaarseth     | Uno-X Norwegian Development | + 9 s            |
| 6.º | Joris Nieuwenhuis    | Team Sunweb                 | + 10 s           |
| 7.º | Daniel Turek         | Israel Cycling Academy      | + 10 s           |
| 8.º | Sander Armée         | Lotto-Soudal                | + 10 s           |
| 9.º | Kristoffer Halvorsen | Team Ineos                  | + 11 s           |
| 10.º | Franck Bonnamour     | Arkéa-Samsic                | + 12 s           |

### 5.ª etapa
| Skien - Drammen | etapa escarpada | (159,7 km) |

| \| Clasificación de la etapa \| Clasificación de la etapa \| Clasificación de la etapa \| Clasificación de la etapa \| Clasificación de la etapa \| \| Ciclista \| Ciclista \| Equipo \| Tiempo \| \| \| ------------------------- \| ------------------------- \| ------------------------- \| ------------------------- \| ------------------------- \| \| 1.º \| Alexander Kristoff \| UAE Team Emirates \| 3 h 39 min 44 s \| \| \| 2.º \| Álvaro Hodeg \| Deceuninck-Quick Step \| + 0 s \| \| \| 3.º \| Kristoffer Halvorsen \| Team Ineos \| + 0 s \| \| \| 4.º \| Edvald Boasson Hagen \| Dimension Data \| + 0 s \| \| \| 5.º \| Yves Lampaert \| Deceuninck-Quick Step \| + 0 s \| \| \| 6.º \| Moreno Hofland \| EF Education First \| + 0 s \| \| \| 7.º \| Alex Frame \| Trek-Segafredo \| + 0 s \| \| \| 8.º \| Lawrence Naesen \| Lotto-Soudal \| + 0 s \| \| \| 9.º \| Luka Mezgec \| Mitchelton-Scott \| + 0 s \| \| \| 10.º \| Tom Van Asbroeck \| Israel Cycling Academy \| + 0 s \| \| |                      |                        |                 |
| |                      |                        |                 |
| Fuente: ProCyclingStats |                      |                        |                 |
| Clasificación de la etapa |                      |                        |                 |
| Ciclista | Ciclista             | Equipo                 | Tiempo          |
| 1.º | Alexander Kristoff   | UAE Team Emirates      | 3 h 39 min 44 s |
| 2.º | Álvaro Hodeg         | Deceuninck-Quick Step  | + 0 s           |
| 3.º | Kristoffer Halvorsen | Team Ineos             | + 0 s           |
| 4.º | Edvald Boasson Hagen | Dimension Data         | + 0 s           |
| 5.º | Yves Lampaert        | Deceuninck-Quick Step  | + 0 s           |
| 6.º | Moreno Hofland       | EF Education First     | + 0 s           |
| 7.º | Alex Frame           | Trek-Segafredo         | + 0 s           |
| 8.º | Lawrence Naesen      | Lotto-Soudal           | + 0 s           |
| 9.º | Luka Mezgec          | Mitchelton-Scott       | + 0 s           |
| 10.º | Tom Van Asbroeck     | Israel Cycling Academy | + 0 s           |

| \| Clasificación general \| Clasificación general \| Clasificación general \| Clasificación general \| Clasificación general \| \| Ciclista \| Ciclista \| Equipo \| Tiempo \| \| \| --------------------- \| --------------------- \| --------------------------- \| --------------------- \| --------------------- \| \| 1.º \| Alexander Kristoff \| UAE Team Emirates \| 21 h 17 min 22 s \| \| \| 2.º \| Edvald Boasson Hagen \| Dimension Data \| + 1 s \| \| \| 3.º \| Edoardo Affini \| Mitchelton-Scott \| + 2 s \| \| \| 4.º \| Kristoffer Halvorsen \| Team Ineos \| + 9 s \| \| \| 5.º \| Cees Bol \| Team Sunweb \| + 9 s \| \| \| 6.º \| Anders Skaarseth \| Uno-X Norwegian Development \| + 11 s \| \| \| 7.º \| Joris Nieuwenhuis \| Team Sunweb \| + 12 s \| \| \| 8.º \| Daniel Turek \| Israel Cycling Academy \| + 12 s \| \| \| 9.º \| Sander Armée \| Lotto-Soudal \| + 12 s \| \| \| 10.º \| Franck Bonnamour \| Arkéa-Samsic \| + 14 s \| \| |                      |                             |                  |
| |                      |                             |                  |
| Fuente: ProCyclingStats |                      |                             |                  |
| Clasificación general |                      |                             |                  |
| Ciclista | Ciclista             | Equipo                      | Tiempo           |
| 1.º | Alexander Kristoff   | UAE Team Emirates           | 21 h 17 min 22 s |
| 2.º | Edvald Boasson Hagen | Dimension Data              | + 1 s            |
| 3.º | Edoardo Affini       | Mitchelton-Scott            | + 2 s            |
| 4.º | Kristoffer Halvorsen | Team Ineos                  | + 9 s            |
| 5.º | Cees Bol             | Team Sunweb                 | + 9 s            |
| 6.º | Anders Skaarseth     | Uno-X Norwegian Development | + 11 s           |
| 7.º | Joris Nieuwenhuis    | Team Sunweb                 | + 12 s           |
| 8.º | Daniel Turek         | Israel Cycling Academy      | + 12 s           |
| 9.º | Sander Armée         | Lotto-Soudal                | + 12 s           |
| 10.º | Franck Bonnamour     | Arkéa-Samsic                | + 14 s           |

### 6.ª etapa
| Gran - Hønefoss | etapa escarpada | (175,4 km) |

| \| Clasificación de la etapa \| Clasificación de la etapa \| Clasificación de la etapa \| Clasificación de la etapa \| Clasificación de la etapa \| \| Ciclista \| Ciclista \| Equipo \| Tiempo \| \| \| ------------------------- \| ------------------------- \| ------------------------- \| ------------------------- \| ------------------------- \| \| 1.º \| Kristoffer Halvorsen \| Team Ineos \| 4 h 02 min 40 s \| \| \| 2.º \| Cees Bol \| Team Sunweb \| + 0 s \| \| \| 3.º \| Alexander Kristoff \| UAE Team Emirates \| + 0 s \| \| \| 4.º \| Luka Mezgec \| Mitchelton-Scott \| + 0 s \| \| \| 5.º \| Benjamin Swift \| Team Ineos \| + 0 s \| \| \| 6.º \| Yves Lampaert \| Deceuninck-Quick Step \| + 0 s \| \| \| 7.º \| Alex Kirsch \| Trek-Segafredo \| + 0 s \| \| \| 8.º \| Joris Nieuwenhuis \| Team Sunweb \| + 0 s \| \| \| 9.º \| August Jensen \| Israel Cycling Academy \| + 0 s \| \| \| 10.º \| Edoardo Affini \| Mitchelton-Scott \| + 0 s \| \| |                      |                        |                 |
| |                      |                        |                 |
| Fuente: ProCyclingStats |                      |                        |                 |
| Clasificación de la etapa |                      |                        |                 |
| Ciclista | Ciclista             | Equipo                 | Tiempo          |
| 1.º | Kristoffer Halvorsen | Team Ineos             | 4 h 02 min 40 s |
| 2.º | Cees Bol             | Team Sunweb            | + 0 s           |
| 3.º | Alexander Kristoff   | UAE Team Emirates      | + 0 s           |
| 4.º | Luka Mezgec          | Mitchelton-Scott       | + 0 s           |
| 5.º | Benjamin Swift       | Team Ineos             | + 0 s           |
| 6.º | Yves Lampaert        | Deceuninck-Quick Step  | + 0 s           |
| 7.º | Alex Kirsch          | Trek-Segafredo         | + 0 s           |
| 8.º | Joris Nieuwenhuis    | Team Sunweb            | + 0 s           |
| 9.º | August Jensen        | Israel Cycling Academy | + 0 s           |
| 10.º | Edoardo Affini       | Mitchelton-Scott       | + 0 s           |

## Clasificaciones finales
Las clasificaciones finalizaron de la siguiente forma:

### Clasificación general
| \| Clasificación general \| Clasificación general \| Clasificación general \| Clasificación general \| Clasificación general \| \| Ciclista \| Ciclista \| Equipo \| Tiempo \| \| \| --------------------- \| --------------------- \| --------------------------- \| --------------------- \| --------------------- \| \| 1.º \| Alexander Kristoff \| UAE Team Emirates \| 25 h 19 min 58 s \| \| \| 2.º \| Kristoffer Halvorsen \| Team Ineos \| + 3 s \| \| \| 3.º \| Edvald Boasson Hagen \| Dimension Data \| + 5 s \| \| \| 4.º \| Edoardo Affini \| Mitchelton-Scott \| + 6 s \| \| \| 5.º \| Cees Bol \| Team Sunweb \| + 7 s \| \| \| 6.º \| Anders Skaarseth \| Uno-X Norwegian Development \| + 15 s \| \| \| 7.º \| Joris Nieuwenhuis \| Team Sunweb \| + 16 s \| \| \| 8.º \| Daniel Turek \| Israel Cycling Academy \| + 16 s \| \| \| 9.º \| Sander Armée \| Lotto-Soudal \| + 16 s \| \| \| 10.º \| Carl Fredrik Hagen \| Lotto-Soudal \| + 17 s \| \| |                      |                             |                  |
| |                      |                             |                  |
| Fuente: ProCyclingStats |                      |                             |                  |
| Clasificación general |                      |                             |                  |
| Ciclista | Ciclista             | Equipo                      | Tiempo           |
| 1.º | Alexander Kristoff   | UAE Team Emirates           | 25 h 19 min 58 s |
| 2.º | Kristoffer Halvorsen | Team Ineos                  | + 3 s            |
| 3.º | Edvald Boasson Hagen | Dimension Data              | + 5 s            |
| 4.º | Edoardo Affini       | Mitchelton-Scott            | + 6 s            |
| 5.º | Cees Bol             | Team Sunweb                 | + 7 s            |
| 6.º | Anders Skaarseth     | Uno-X Norwegian Development | + 15 s           |
| 7.º | Joris Nieuwenhuis    | Team Sunweb                 | + 16 s           |
| 8.º | Daniel Turek         | Israel Cycling Academy      | + 16 s           |
| 9.º | Sander Armée         | Lotto-Soudal                | + 16 s           |
| 10.º | Carl Fredrik Hagen   | Lotto-Soudal                | + 17 s           |

### Clasificación por puntos
| Clasificación por puntos | Clasificación por puntos | Clasificación por puntos | Clasificación por puntos | Clasificación por puntos |
| Ciclista                 | Ciclista                 | Equipo                   | Puntos                   |                          |
| ------------------------ | ------------------------ | ------------------------ | ------------------------ | ------------------------ |
| 1.º                      | Alexander Kristoff       | UAE Team Emirates        | 77 pts                   |                          |
| 2.º                      | Kristoffer Halvorsen     | Team Ineos               | 64 pts                   |                          |
| 3.º                      | Cees Bol                 | Team Sunweb              | 56 pts                   |                          |
| 4.º                      | Edvald Boasson Hagen     | Dimension Data           | 46 pts                   |                          |
| 5.º                      | Tom Van Asbroeck         | Israel Cycling Academy   | 42 pts                   |                          |
| 6.º                      | Alex Kirsch              | Trek-Segafredo           | 36 pts                   |                          |
| 7.º                      | Luka Mezgec              | Mitchelton-Scott         | 35 pts                   |                          |
| 8.º                      | Álvaro Hodeg             | Deceuninck-Quick Step    | 33 pts                   |                          |
| 9.º                      | Yves Lampaert            | Deceuninck-Quick Step    | 33 pts                   |                          |
| 10.º                     | Lawrence Naesen          | Lotto-Soudal             | 29 pts                   |                          |

### Clasificación de la montaña
| Clasificación de la montaña | Clasificación de la montaña | Clasificación de la montaña | Clasificación de la montaña | Clasificación de la montaña |
| Ciclista                    | Ciclista                    | Equipo                      | Puntos                      |                             |
| --------------------------- | --------------------------- | --------------------------- | --------------------------- | --------------------------- |
| 1.º                         | Elmar Reinders              | Roompot-Charles             | 20 pts                      |                             |
| 2.º                         | Marc Hirschi                | Team Sunweb                 | 19 pts                      |                             |
| 3.º                         | Bjorg Lambrecht             | Lotto-Soudal                | 16 pts                      |                             |
| 4.º                         | Markus Hoelgaard            | Uno-X Norwegian Development | 13 pts                      |                             |
| 5.º                         | Remco Evenepoel             | Deceuninck-Quick Step       | 13 pts                      |                             |
| 6.º                         | Tim Wellens                 | Lotto-Soudal                | 10 pts                      |                             |
| 7.º                         | Andreas Vangstad            | Joker Fuel of Norway        | 9 pts                       |                             |
| 8.º                         | Nikita Stalnow              | Astana                      | 9 pts                       |                             |
| 9.º                         | Carl Fredrik Hagen          | Lotto-Soudal                | 9 pts                       |                             |
| 10.º                        | Tom Van Asbroeck            | Israel Cycling Academy      | 9 pts                       |                             |

### Clasificación de los jóvenes
| Clasificación del mejor joven | Clasificación del mejor joven | Clasificación del mejor joven | Clasificación del mejor joven | Clasificación del mejor joven |
| Ciclista                      | Ciclista                      | Equipo                        | Tiempo                        |                               |
| ----------------------------- | ----------------------------- | ----------------------------- | ----------------------------- | ----------------------------- |
| 1.º                           | Kristoffer Halvorsen          | Team Ineos                    | 25 h 20 min 01 s              |                               |
| 2.º                           | Edoardo Affini                | Mitchelton-Scott              | + 3 s                         |                               |
| 3.º                           | Joris Nieuwenhuis             | Team Sunweb                   | + 13 s                        |                               |
| 4.º                           | Marc Hirschi                  | Team Sunweb                   | + 17 s                        |                               |
| 5.º                           | Jacob Eriksson                | Team Coop                     | + 19 s                        |                               |
| 6.º                           | Bjorg Lambrecht               | Lotto-Soudal                  | + 20 s                        |                               |
| 7.º                           | Milan Menten                  | Sport Vlaanderen-Baloise      | + 20 s                        |                               |
| 8.º                           | Lucas Eriksson                | Riwal Readynez                | + 20 s                        |                               |
| 9.º                           | Yevgeniy Gidich               | Astana                        | + 41 s                        |                               |
| 10.º                          | Alessandro Fedeli             | Delko Marseille Provence      | + 1 min 43 s                  |                               |

### Clasificación por equipos
| Clasificación por equipos | Clasificación por equipos   | Clasificación por equipos | Clasificación por equipos |
| Equipo                    | Equipo                      | Tiempo                    |                           |
| ------------------------- | --------------------------- | ------------------------- | ------------------------- |
| 1.º                       | Lotto Soudal                | 76 h 00 min 56 s          |                           |
| 2.º                       | Israel Cycling Academy      | + 0 s                     |                           |
| 3.º                       | Mitchelton-Scott            | + 0 s                     |                           |
| 4.º                       | Uno-X Norwegian Development | + 0 s                     |                           |
| 5.º                       | Team Sunweb                 | + 6 s                     |                           |
| 6.º                       | Ineos                       | + 7 s                     |                           |
| 7.º                       | Astana                      | + 28 s                    |                           |
| 8.º                       | Deceuninck-Quick Step       | + 3 min 58 s              |                           |
| 9.º                       | UAE Team Emirates           | + 4 min 14 s              |                           |
| 10.º                      | Arkéa-Samsic                | + 4 min 52 s              |                           |

## Evolución de las clasificaciones
| Etapa                   | Vencedor                | Clasificación general | Clasificación por puntos | Clasificación de la montaña | Clasificación de los jóvenes | Clasificación por equipos |
| ----------------------- | ----------------------- | --------------------- | ------------------------ | --------------------------- | ---------------------------- | ------------------------- |
| 1.ª                     | Cees Bol                | Cees Bol              | Cees Bol                 | Fridtjof Røinås             | Jacob Eriksson               | Lotto Soudal              |
| 2.ª                     | Álvaro Hodeg            | Cees Bol              | Kristoffer Halvorsen     | Henrik Evensen              | Álvaro Hodeg                 | Sunweb                    |
| 3.ª                     | Edvald Boasson Hagen    | Edvald Boasson Hagen  | Alexander Kristoff       | Markus Hoelgaard            | Joris Nieuwenhuis            | Sunweb                    |
| 4.ª                     | Edoardo Affini          | Edvald Boasson Hagen  | Alexander Kristoff       | Markus Hoelgaard            | Edoardo Affini               | Lotto Soudal              |
| 5.ª                     | Alexander Kristoff      | Alexander Kristoff    | Alexander Kristoff       | Elmar Reinders              | Edoardo Affini               | Lotto Soudal              |
| 6.ª                     | Kristoffer Halvorsen    | Alexander Kristoff    | Alexander Kristoff       | Elmar Reinders              | Kristoffer Halvorsen         | Lotto Soudal              |
| Clasificaciones finales | Clasificaciones finales | Alexander Kristoff    | Alexander Kristoff       | Elmar Reinders              | Kristoffer Halvorsen         | Lotto Soudal              |

## UCI World Ranking
El Tour de Noruega otorgó puntos para el UCI World Ranking para corredores de los equipos en las categorías UCI WorldTeam, Profesional Continental y Equipos Continentales. Las siguientes tablas son el baremo de puntuación y los 10 corredores que obtuvieron más puntos:
| Posición              | 1.º | 2.º | 3.º | 4.º | 5.º | 6.º | 7.º | 8.º | 9.º | 10.º | 11.º | 12.º | 13.º | 14.º | 15.º | 16.º-30.º | 31.º-40.º |
| Clasificación general | 200 | 150 | 125 | 100 | 85  | 70  | 60  | 50  | 40  | 35   | 30   | 25   | 20   | 15   | 10   | 5         | 3         |
| Por etapa             | 20  | 10  | 5   |     |     |     |     |     |     |      |      |      |      |      |      |           |           |
| Líder                 | 5   |     |     |     |     |     |     |     |     |      |      |      |      |      |      |           |           |

| Clasificación |                      |                             |         |       |       |       |
| Posición      | Ciclista             | Equipo                      | General | Etapa | Líder | Total |
| ------------- | -------------------- | --------------------------- | ------- | ----- | ----- | ----- |
| 1.º           | Alexander Kristoff   | UAE Emirates                | 200     | 35    | 5     | 240   |
| 2.º           | Kristoffer Halvorsen | INEOS                       | 150     | 35    | -     | 185   |
| 3.º           | Edvald Boasson Hagen | Dimension Data              | 125     | 25    | 10    | 160   |
| 4.º           | Cees Bol             | Sunweb                      | 85      | 30    | 10    | 125   |
| 5.º           | Edoardo Affini       | Mitchelton-Scott            | 100     | 20    | -     | 120   |
| 6.º           | Anders Skaarseth     | Uno-X Norwegian Development | 70      | 10    | -     | 80    |
| 7.º           | Joris Nieuwenhuis    | Sunweb                      | 60      | 10    | -     | 70    |
| 8.º           | Daniel Turek         | Israel Cycling Academy      | 50      | -     | -     | 50    |
| 9.º           | Sander Armée         | Lotto Soudal                | 40      | 5     | -     | 45    |
| 10.º          | Carl Fredrik Hagen   | Lotto Soudal                | 35      | -     | -     | 35    |